# Ryan Day (snookerspeler)
Ryan Day (Pontycymer, 23 maart 1980) is een Welsh professioneel snookerspeler. Hij werd prof in 1999 en bereikte in zijn carrière tot nu toe negen keer de finale van een rankingtoernooi. Vier keer won hij het toernooi.
In 2001 won hij het Benson & Hedges Championship, een niet-rankingtoernooi, door in de finale de Schot Hugh Abernethy met 9-5 te verslaan.
Bij aanvang van het seizoen 2007/2008 stond hij op de zestiende plaats op de wereldranglijst om het seizoen daarna met de zesde plaats zijn hoogste positie ooit te bereiken. Het seizoen 2009/2010 verliep minder en zakte hij naar de twaalfde plaats. In 2022 won hij het prestigieuze British Open door in de finale Mark Allen te verslaan.
Ryan Day is de broer van de voetballer Rhys Day.

## Belangrijkste resultaten

### Rankingtitels
| #  | Seizoen     | Toernooi          | Verliezend finalist | Verliezend finalist | Score |
| -- | ----------- | ----------------- | ------------------- | ------------------- | ----- |
| 1. | 2017 / 2018 | Riga Masters      | Stephen Maguire     | SCO                 | 5-2   |
| 2. | 2017 / 2018 | Gibraltar Open    | Cao Yupeng          | CHN                 | 4-0   |
| 3. | 2020 / 2021 | Snooker Shoot-Out | Mark Selby          | ENG                 | 67-24 |
| 4. | 2022 / 2023 | British Open      | Mark Allen          | NIR                 | 10-7  |

### Niet-rankingtitels
| #  | Seizoen     | Toernooi                     | Verliezend finalist | Verliezend finalist | Score |
| -- | ----------- | ---------------------------- | ------------------- | ------------------- | ----- |
| 1. | 2001 / 2002 | Benson & Hedges Championship | Hugh Abernethy      | SCO                 | 9-5   |

### Wereldkampioenschap
Hoofdtoernooi (laatste 32 of beter):
| #   | Seizoen     | Editie  | Prestatie   | Extra                                   |
| --- | ----------- | ------- | ----------- | --------------------------------------- |
| 1.  | 2003 / 2004 | WK 2004 | Laatste 32  | Verloor met 10-9 van John Higgins       |
| 2.  | 2005 / 2006 | WK 2006 | Laatste 16  | Verloor met 13-10 van Ronnie O'Sullivan |
| 3.  | 2006 / 2007 | WK 2007 | Laatste 32  | Verloor met 10-5 van Neil Robertson     |
| 4.  | 2007 / 2008 | WK 2008 | Kwartfinale | Verloor met 13-7 van Stephen Hendry     |
| 5.  | 2008 / 2009 | WK 2009 | Kwartfinale | Verloor met 13-11 van Mark Allen        |
| 6.  | 2009 / 2010 | WK 2010 | Laatste 32  | Verloor met 10-8 van Mark Davis         |
| 7.  | 2010 / 2011 | WK 2011 | Laatste 32  | Verloor met 10-5 van Mark Williams      |
| 8.  | 2011 / 2012 | WK 2012 | Kwartfinale | Verloor met 13-5 van Matthew Stevens    |
| 9.  | 2013 / 2014 | WK 2014 | Laatste 16  | Verloor met 13-7 van Judd Trump         |
| 10. | 2014 / 2015 | WK 2015 | Laatste 32  | Verloor met 10-3 van Mark Allen         |
| 11. | 2015 / 2016 | WK 2016 | Laatste 32  | Verloor met 10-3 van John Higgins       |
| 12. | 2016 / 2017 | WK 2017 | Laatste 32  | Verloor met 10-4 van Xiao Guodong       |
| 13. | 2017 / 2018 | WK 2018 | Laatste 32  | Verloor met 10-8 van Anthony McGill     |
| 14. | 2022 / 2023 | WK 2023 | Laatste 32  | Verloor met 10-5 van Kyren Wilson       |
| 15. | 2023 / 2024 | WK 2024 | Laatste 16  | Verloor met 13-7 van Ronnie O'Sullivan  |
| 15. | 2024 / 2025 | WK 2025 | Laatste 32  | Verloor met 10-7 van Luca Brecel        |